# Liliana Vasseva
Liliana Vasseva (búlgar: Лиляна Васева)  (valor desconegut, 12 d'agost de 1955) és una ex-remadora búlgara que va competir durant la dècada de 1970.
El 1976 va prendre part en els Jocs Olímpics de Mont-real, on guanyà la medalla de plata en la competició del quatre amb timoner del programa de rem. Formà equip amb Kapka Georgieva, Ginka Gyurova, Marika Modeva i Reni Yordanova. En el seu palmarès també destaca una medalla de plata al Campionat del món de rem.